# Gallant Journey
Gallant Journey is een Amerikaanse dramafilm uit 1946 onder regie van William A. Wellman. Het scenario is gebaseerd op het leven van de luchtvaartpionier John Joseph Montgomery.

## Verhaal
In 1883 bouwt John J. Montgomery als eerste Amerikaan een zweefvliegtuig. Zijn vrienden denken dat hij krankzinnig is geworden en ze willen hem stoppen, wanneer hij een poging doet om op te stijgen. Zelfs zijn eigen vader is gekant tegen het plannen, omdat ze een hinderpaal zijn voor zijn politieke carrière.

## Rolverdeling
| Acteur            | Personage          |
| ----------------- | ------------------ |
| Glenn Ford        | John J. Montgomery |
| Janet Blair       | Regina Cleary      |
| Charles Ruggles   | Jim Montgomery     |
| Henry Travers     | Thomas Logan       |
| Jimmy Lloyd       | Dan Mahoney        |
| Charles Kemper    | Pastoor Ball       |
| Arthur Shields    | Pastoor Kenton     |
| Willard Robertson | Zachary Montgomery |
| Selena Royle      | Mevrouw Montgomery |
| Robert De Haven   | Jim Logan          |